# 渡邊幹也
渡邊 幹也（わたなべ みきや）は、読売テレビのアナウンサー。

## 人物
2023年に読売テレビに入社。同期入社は西尾桃。

## 出演

### 現在
- かんさい情報ネットten.（2024年4月4日 - ）
  - 木曜・金曜サブキャスター（2024年4月4日 - ）
  - 月曜・火曜・金曜サブキャスター（2025年3月31日 - ）